# Cleburne, Texas
Cleburne là một thành phố thuộc quận Johnson, tiểu bang Texas, Hoa Kỳ. Năm 2010, dân số của xã này là 29337 người.

## Dân số
- Dân số năm 2000: 26005 người.
- Dân số năm 2010: 29337 người.